# Андреев, Дмитрий Иванович
Дмитрий Иванович Андреев (19 октября 1900, Головково, Ярославская губерния — 24 января 1974, Воронеж) — советский военный деятель, генерал-лейтенант (1943 год).

## Начальная биография
Дмитрий Иванович Андреев родился 19 октября 1900 года в деревне Головково (ныне — Угличского района Ярославской области).

## Военная служба

### Гражданская война
С июня 1919 года служил в рядах РККА.
В ходе Гражданской войны с 1919 по 1920 годы служил красноармейцем 23-го Верхнекамского стрелкового полка и временно исполняющим должность командира роты 453-го стрелкового полка и воевал на Восточном фронте против войск под командованием адмирала А. В. Колчака.
В апреле 1920 года Андреев был направлен на учёбу на Сибирские общеобразовательные пехотные командные курсы, а в августе того же года был переведён на 5-е Сибирские пехотные командные курсы в Красноярске. В качестве курсанта этих курсов принимал участие в подавлении антисоветского восстания в районах Бийска и Усть-Каменогорска. После окончания этих курсов с июня 1921 года командовал взводом.

### Межвоенное время
В августе 1921 года Андреев был направлен на педагогические курсы командиров взводов военно-учебных заведений Сибири в Омске, по окончании которых в феврале 1922 года был назначен на должность командира взводом сначала в 26-й Красноярской командной пехотной школе, а затем на 24-х Омских пехотных курсах, преобразованных в январе 1923 года в 24-ю пехотную школу. С февраля 1925 года служил во 2-м Нерчинском стрелковом полку на должностях командира взвода, командира и политрука роты.
В 1926 году закончил повторные курсы комсостава в Иркутске.
В апреле 1929 года был назначен на должность начальника и политрука полковой школы 108-го стрелкового полка (36-я стрелковая дивизия), а в декабре 1931 года — на должность командира учебного батальона в той же дивизии. С сентября 1932 года временно исполнял должность начальника 1-й части Усть-Сунгарийского УР ОКДВА.
С мая 1933 года Андреев служил на должности помощника командира по строевой части 105-го Ленинградского стрелкового полка (35-я стрелковая дивизия), с февраля 1935 года командовал 282-м стрелковым полком (94-я стрелковая дивизия). В октябре 1938 года был назначен на должность командира 78-й стрелковой дивизии, а в августе 1939 года — на должность командира 52-го стрелкового корпуса СибВО.
С июня 1940 года Андреев был слушателем Курсов усовершенствования высшего начальствующего состава при Академии Генштаба имени К. Е. Ворошилова, которые закончил в 1941 году и был вновь назначен на должность командира корпуса.

### Великая Отечественная война
С началом Великой Отечественной войны корпус был передислоцирован на запад и в начале июля был включён в состав 22-й армии резерва Ставки ВГК в районе Полоцка, а затем — в состав Западного фронта и принимал участие в Смоленском сражении, действуя на великолукском направлении.
В августе 1941 года генерал-майор Андреев был назначен на должность заместителя командующего 30-й армией (Резервный фронт) и руководил обороной города Белый. Тогда же был назначен на должность начальника тыла 20-й армии, оборонявшейся на восточном берегу Днепра в районе Смоленска. В сентябре был назначен на должность заместителя командующего 19-й армией по тылу. Армия в октябре 1941 года принимала участие в Вяземской оборонительной операции и около месяца находилась в окружении в районе Ярцево — Вязьма. В ноябре вместе с войсками армии Андреев вышел из окружения в районе Волоколамска, после чего был назначен на должность заместителя командующего 16-й армией, находясь на которой, участвовал в ходе оборонительных и наступательных операций в районе Клин и пгт Лотошино (Московская область).
В ноябре 1941 года Андреев был назначен на должность начальника тыла 1-й ударной армии Западного фронта, а в январе 1942 года — на должность заместителя командующего войсками Волховского фронта по тылу, в апреле 1942 года — на должность помощника начальника тыла Волховской группы войск (Ленинградский фронт), а в мае — на должность заместителя начальника тыла этого фронта.
В июне генерал-майор Андреев был назначен на должность начальника тыла 61-й армии Западного фронта, в январе 1943 года — на должность заместителя командующего по тылу 1-й гвардейской армии Юго-Западного фронта, в мае 1943 года — на должность заместителя командующего войсками по тылу Калининского, 20 октября 1943 года преобразованного в 1-й Прибалтийский фронт. Андреев, находясь на этой должности, в ходе Духовщинско-Демидовской операции обеспечил снабжение 39-й и 43-й армий, а в ходе Невельской наступательной операции провел работу по тыловому обеспечению боевых действий полуокруженных войск 4-й ударной армии, а также кавалерийских и танковых корпусов. В следующих операциях руководил снабжением войск 1-го Прибалтийского фронта в ходе освобождения Латвии и Литвы, а также в ходе наступления в Восточной Пруссии.
По оценке И. Х. Баграмяна, под командованием которого Д. И. Андреев воевал несколько лет: «способный и дальновидный организатор тылового обеспечения войск в крупных операциях».
С окончанием Великой Отечественной войны генерал-лейтенант Андреев в июне 1945 года был назначен на должность заместителя командующего войсками по тылу Дальневосточного фронта, а в августе, находясь в должности начальника тыла 2-го Дальневосточного фронта, принимал участие в советско-японской войне.

### Послевоенная карьера
В январе 1946 года Андреев был назначен на должность заместителя командующего войсками по тылу сначала КубВО, а в мае того же года — ПриВО, а в апреле 1948 года — на должность начальника тыла ЛВО.
С января 1950 года находился в распоряжении заместителя министра обороны СССР по тылу. В марте того же года был назначен на должность начальника тыла ПриВО, а в феврале 1952 года — на должность начальника тыла ЗакВО.
В апреле 1956 года генерал-лейтенант Дмитрий Иванович Андреев вышел в отставку. Умер 24 января 1974 года в Воронеже. Похоронен на Коминтерновском кладбище Воронежа.

## Воинские звания
- Майор — 24 декабря 1935;
- Полковник — 11 февраля 1938;
- Комбриг — 4 ноября 1939;
- Генерал-майор — 4 июня 1940;
- Генерал-лейтенант — 1 сентября 1943.

## Награды
- Два ордена Ленина (21.02.1945, 19.04.1945);
- Три ордена Красного Знамени (19.06.1943, 03.11.1944, 17.05.1951);
- Два ордена Кутузова 2 степени (11.10.1943, 08.09.1945);
- Орден Красной Звезды (22.02.1941);
- Медали[4].